# Gilbert Dutoit
Gilbert Dutoit (Lausanne, 11 september 1925 - 5 februari 2019) was een Zwitsers voetballer die speelde als Verdediger.

## Carrière
Dutoit speelde gedurende zijn hele loopbaan voor Servette. Hij won in 1949 de beker en werd in 1950 landskampioen. Later zou hij deze club ook nog kort trainen, evenals Étoile Carouge FC. Hij maakte in 1967 zijn debuut voor Zwitserland, in totaal speelde hij tien interlands.

## Erelijst
- Servette FC Genève
  - Landskampioen: 1950
  - Zwitserse voetbalbeker: 1949